# Konserwatyści (partia)
Konserwatyści (luksemburski: Déi Konservativ, francuski: Les Conservateurs) – luksemburska partia polityczna, której poglądy są określane jako prawicowe, eurosceptyczne i narodowo-konserwatywne. Przywódcą partii jest Joe Thein. Partia została założona 21 marca 2017. W wyborach do Parlamentu Europejskiego w 2019 zdobyła 0,53% i 0 mandatów.